# ガスパール・メルチョール・デ・ホベリャーノスの肖像
『ガスパール・メルチョール・デ・ホベリャーノスの肖像』（ガスパール・メルチョール・デ・ホベリャーノスのしょうぞう、西: Retrato de Gaspar Melchor de Jovellanos, 英: Portrait of Gaspar Melchor de Jovellanos）は、スペインのロマン主義の巨匠フランシスコ・デ・ゴヤが1798年に制作した絵画である。油彩。ヨーロッパの啓蒙時代の中で最も重要な人物の1人であった政治家、哲学者のガスパール・メルチョール・デ・ホベリャーノスを描いている。現在はマドリードのプラド美術館に所蔵されている。

## 人物
ガスパール・メルチョール・デ・ホベリャーノスは1744年にヒホンで生まれた。サラマンカ大学で法学の博士号を取得した。ホベリャーノスは理想主義の政治家、進歩主義的な経済学者であるとともに博識な人文学者であり、ディエゴ・ベラスケスとゴヤを称賛する後援者であり美術収集家であった。1767年、ホベリャーノスはセビーリャ裁判所の刑事裁判官、1778年にマドリードの王立裁判所の裁判官に任命され、さらに1780年に王室騎士修道審議員に昇進した。しかし農地改革と自由経済を擁護したため、フランス革命が起きるとヒホンへ追放され、1794年にそこで王立アストゥリアス海洋鉱物学協会（Royal Asturian Nautical and Mineralogical Institute）を設立し、農地法に関する報告書を執筆した。マヌエル・デ・ゴドイの支持が失墜した後、1797年11月にマドリードに戻り、改革派の内閣で法務大臣に任命された。しかし厳格に改革を進めようとする政治的信条のために1798年8月に失脚、1808年から1808年3月までマヨルカ島に投獄された。ジョセフ・ボナパルトのフランス政権下では内務大臣の職を拒否し、カディスに移った。1811年11月27日、半島戦争による戦火が激しくなる中、プエルト・デ・ベガで死去した。

## 作品

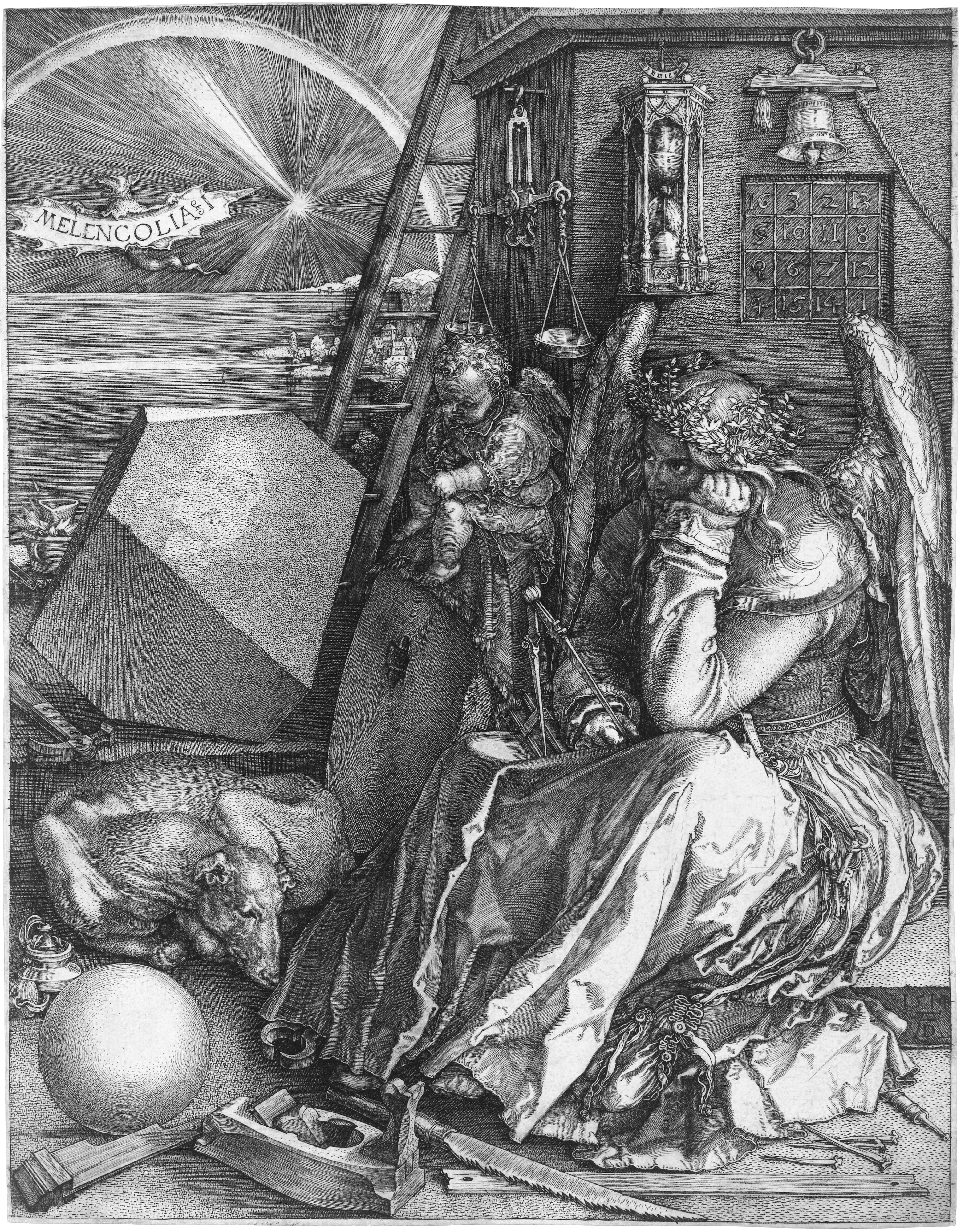
アルブレヒト・デューラーの銅版画『メランコリア I』。1514年。

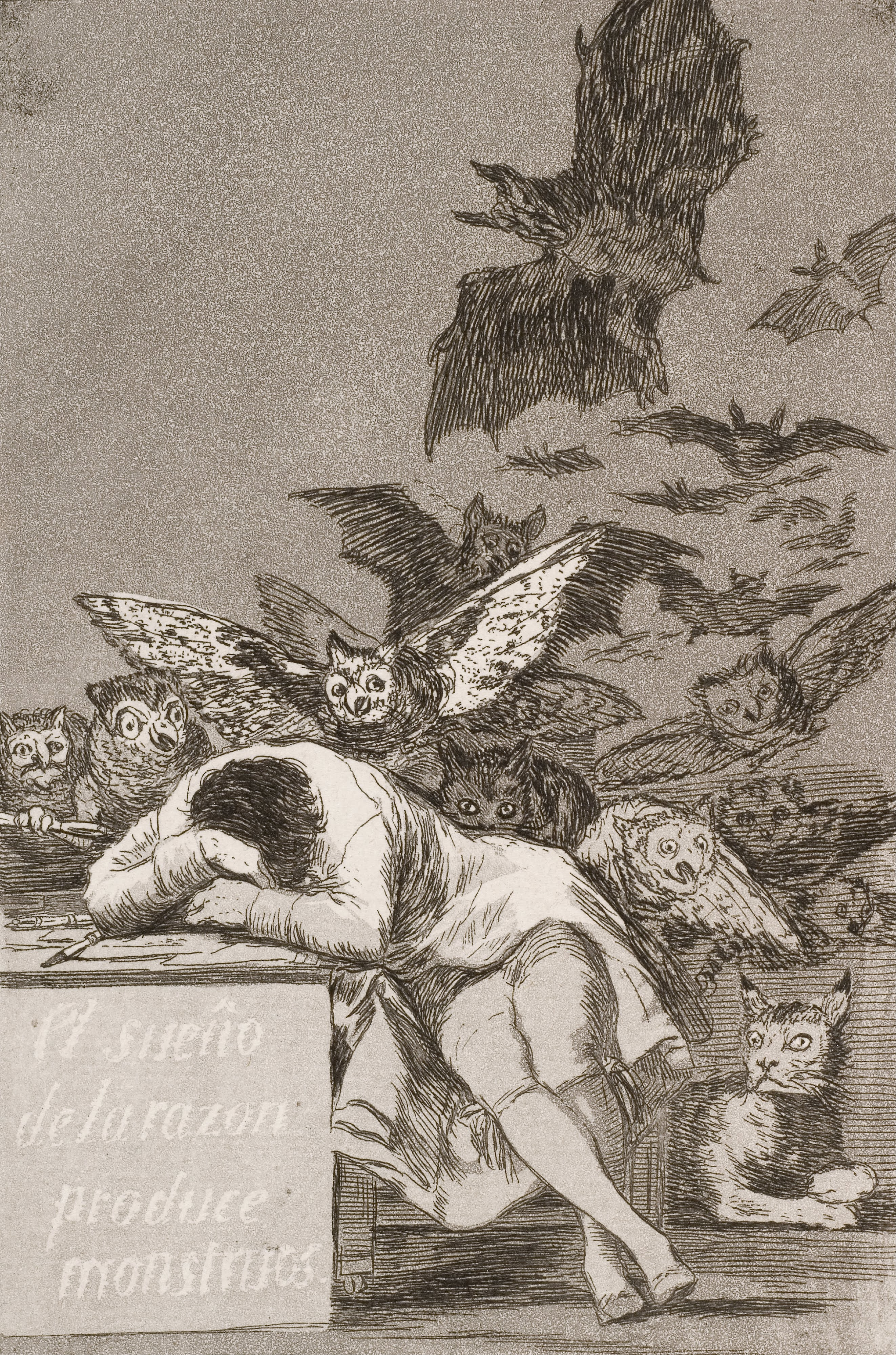
ゴヤのエッチング『理性の眠りは怪物を生む』。1799年。

ゴヤは書き物机の前で横向きに座るホベリャーノスを描いている。ホベリャーノスはオオヤマネコの毛皮で裏張りされた優雅な上着を着ている。机に左肘を突いてもたれかかり、思索しながら鑑賞者の側を見つめている。右手にはホベリャーノスとゴヤ名前を記した紙片を持っている。
本作品はほぼ確実に1798年4月にアランフエスで制作され、当時の役職である法務大臣として描かれている。それでいてゴヤはホベリャーノスを公私の中間に位置するような独創的な姿で描いている。公的な人物の肖像画は、通常モデルを一般人から区別するために勲章を身に着けているが、ホベリャーノスはそうした勲章を一切身に着けていない。その代わりに彼の親密な性格が強調されている。新古典主義様式の机は、側面に牛の頭部をかたどった装飾ブクラニアと花綱飾りの浮彫りと鍍金が施されている。机の上は書類の束とペンで敷き詰められ、さらにその奥にホベリャーノスの知性を強調する知恵の女神ミネルヴァの彫像が置かれている。女神の彫像の身振りは、ホベリャーノスに対して庇護と祝福を与えており、その盾はホベリャーノスが創設した団体の中で最も権威ある王立アストゥリアス海洋鉱物学協会の紋章で飾られている。
ホベリャーノスの思索するポーズはアルブレヒト・デューラーの有名な銅版画『メランコリア I』（Melencolia I）に基づいている。このポーズはルネサンス以来、創造力豊かな人間の天賦の才を象徴している。またこのポーズはゴヤの80点のエッチングシリーズ《ロス・カプリーチョス》（Los Caprichos）の1つ、43番の『理性の眠りは怪物を生む』（El sueño de la razón produce monstruos）およびその準備素描との関連性も指摘されている。
『理性の眠りは怪物を生む』では机で眠る画家が描かれているが、1799年2月6日の『マドリード日報』に掲載された《ロス・カプリーチョス》の発売を告知したゴヤの文章では、画家は「啓蒙の不足から不明となった人間の精神」により生み出された様々なものを明らかにするため、フクロウに素描の道具を差し出され、勇気づけられている。『理性の眠りは怪物を生む』の図像が創造的活動を訴えているのに対し、本作品は自身の政治的信条に忠実な創造的才能を表している。
ゴヤはホベリャーノスが持っている紙片にモデルと自身の名前を記すことで、ホベリャーノスの信条と連帯していることを表明している。

## 来歴
ホベリャーノスのために制作された肖像画は、1802年に彼の友人であるフアン・ホセ・アリアス・デ・サアーベドラ（Juan José Arias de Saavedra）に贈られ、サアーベドラの一族に相続された。その後、サアーベドラの子孫にあたるアントニオ・ボティーハは1877年にプラド美術館に肖像画の売却を提案したが、王立サン・フェルナンド美術アカデミーにより却下された。その後、肖像画はマドリードの骨董商マリアーノ・サンタマリア（Mariano Santamaría, 1887年）、ラス・トーレス公爵夫妻（1916年）、イルエステ子爵夫人（1921年）の手に渡った。イルエステ子爵夫人の死後、スペインの文部省はプラド美術館から遺産を相続したサトゥルステギ・フィゲロア（Satrústegui Figueroa）、ナバーロ・フィゲロア（Navarro Figueroa）、サトゥルステギ・イ・ソトマイヨール・バサベ（Satrústegui y Sotomayor Basabe）から肖像画を購入した。